# Sadok Seli Soltan
Sadok Seli Soltan (também: Johann(es) Soldan, * por volta de 1270; † 1328) é o mais antigo indivíduo alemão de origem turca de acordo com os registros da história. Ele recebeu o batismo cristão em 1305 na igreja de Johanniskirche da cidade de Brackenheim (ver, ao lado, uma foto com vista desta histórica cidade na atualidade), estado de Baden-Württemberg(BW), e foi alí enterrado em 1328. 
Acredita-se que Johann Soldan seja um dos antepassados de Johann Wolfgang von Goethe. 
Sadok Seli Soltan tinha sido um oficial do exército turco quando na ativa durante uma das cruzadas ele fora capturado por um certo líder cristão germânico chamado "Grafen von Lechmotir". De acordo com fontes citadas por Bernt Engelmann o dito Graf teria sido um tal de Reinhard von Württemberg, o qual, por ter conseguido tomar uma cidade síria que na época era chamada de Lechmotir, ganhou o título de conde de Lechmotir. No entanto, os léxicos biográficos da casa nobre Haus Württemberg não contêm quaisquer referências a nenhum Reinhard,, de sorte que se tenha o conde em questão como pertencente à alta-nobreza dos Herren von Magenheim (na Idade Média ligados às regiões de Zabergäu e Kraichgau), os quais por volta de 1300 ainda estendiam seu domínio sobre Brackenheim, enquanto a casa dos Württemberg impunha seu poder alí somente temporariamente a partir de 1321 e duradouramente após 1356.
Em reconhecimento por sua valentia, o conde elevou Soltan a general. Em 1304 ele casa com Rebecka Dohlerin. Em 1305 ele foi batizado como cristão na igreja de Brackenheim dedicada a São João, quando adotou o nome de Johann Soldan. Da união com Dohlerin foram gerados três filhos: Eberhardus, Christianus, e Melchior, 
os quais em 1344 teriam sido os benfeitores que mandaram erigir um mausoléu junto à capela de São João que à época servira principalmente de cemitério da nobreza dos (senhores) Herren von Gagenheim. Neste túmulo familiar encontrava-se um epitáfio gravado em mármore dedicado a Johann Soldan; além dele seus três filhos também foram enterrados no mesmo jazigo. Adicionalmente, um tal de Conrad Soldan († 1513) também teria sido enterrado em Brackenheim.
A epígrafe do epitáfio a Soldan declarava: „Johannes Soldan moritur anno Christi MCCCXXVIII. / Soldan hic primus moritur Christianus, / Qui Turcico nomine & patria natus, / Sanguine sed Christi hic publice lotus, / Fide, vita, morte sic pie sepultus.“